# Erbprinzliches Palais Dessau

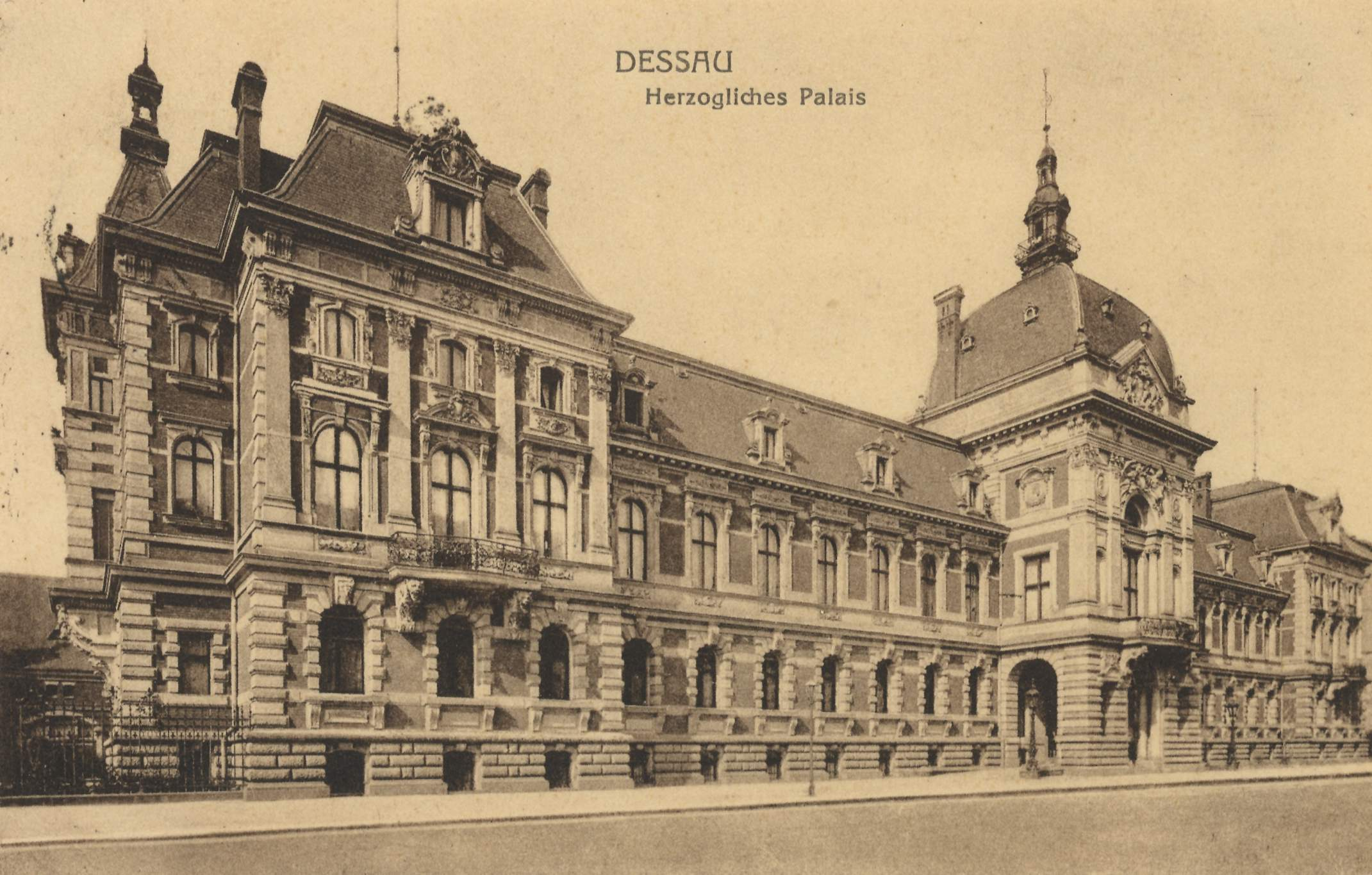
Das Erbprinzliches Palais in Dessau

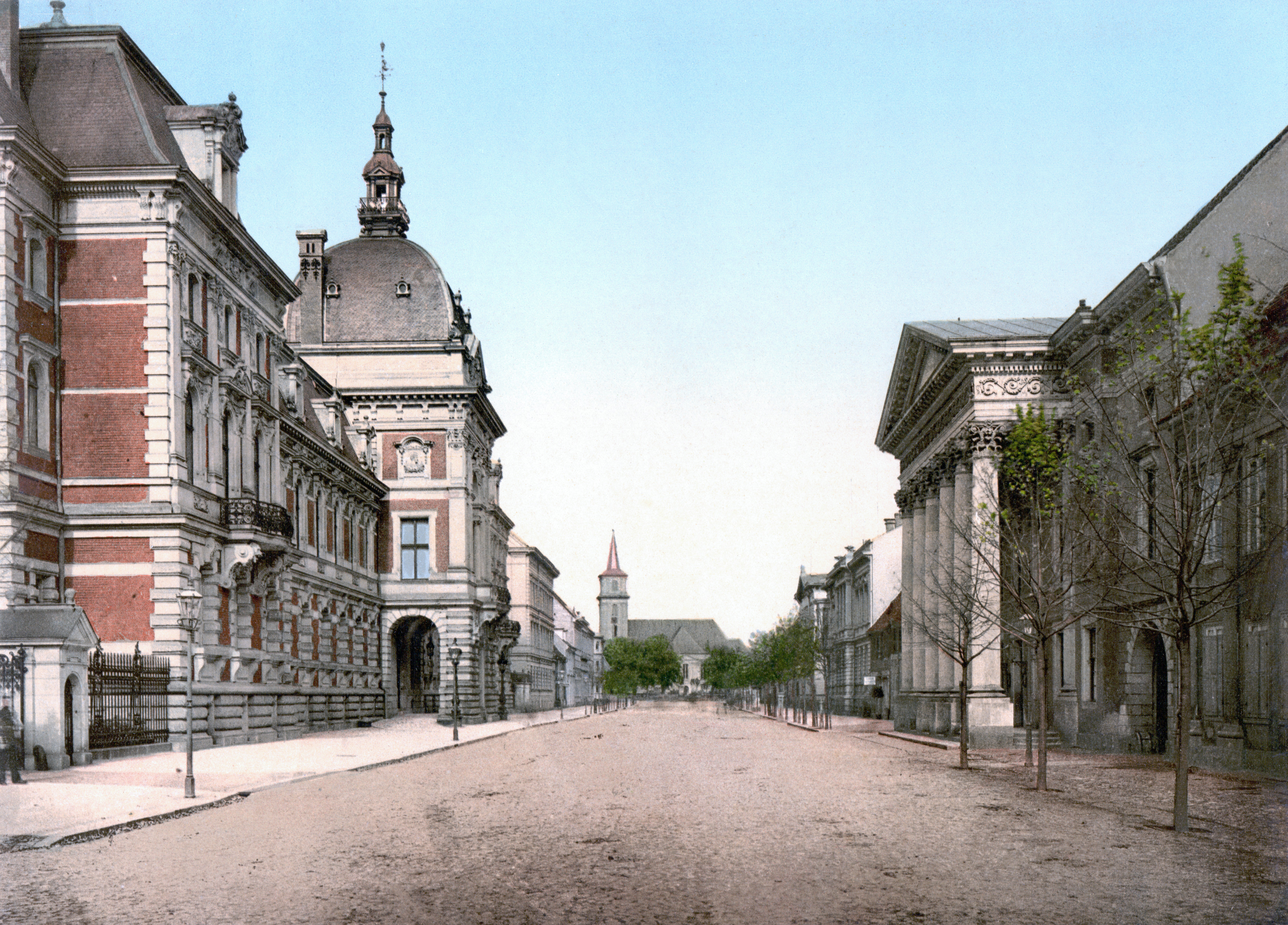
Kavalierstraße in Dessau mit dem Erbprinzenpalais an der linken Seite

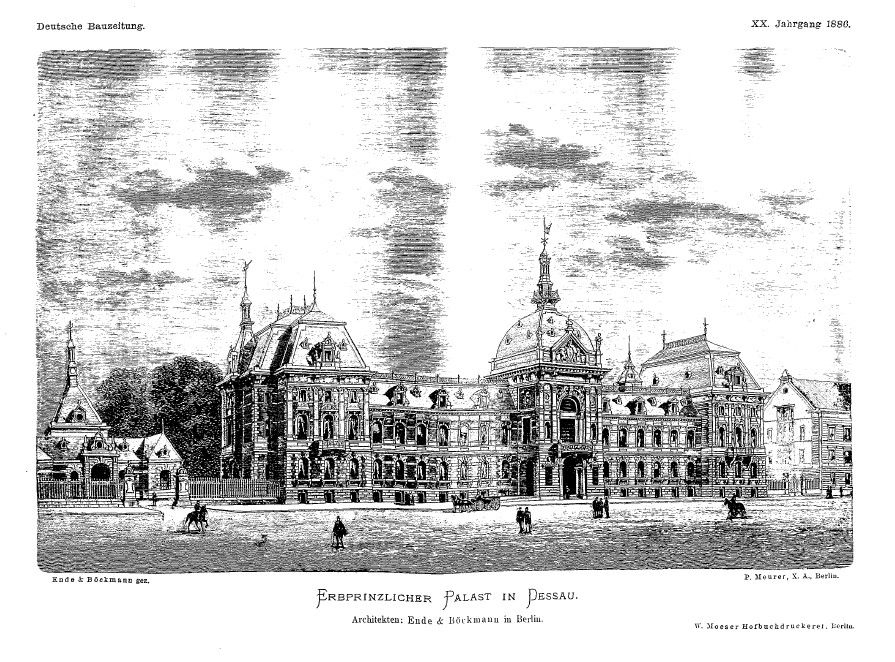
Ansicht des Erbprinzenpalais

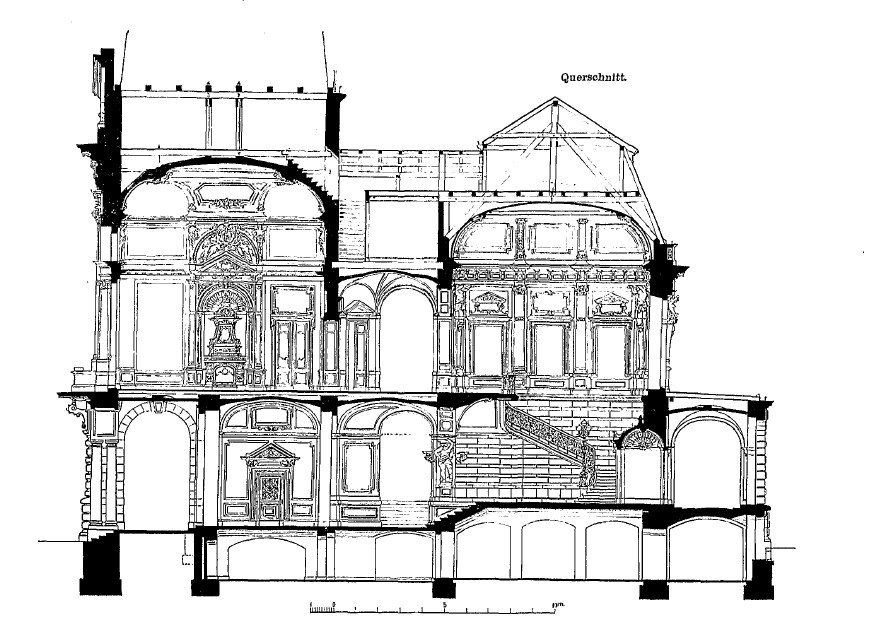
Querschnitt des Erbprinzenpalais

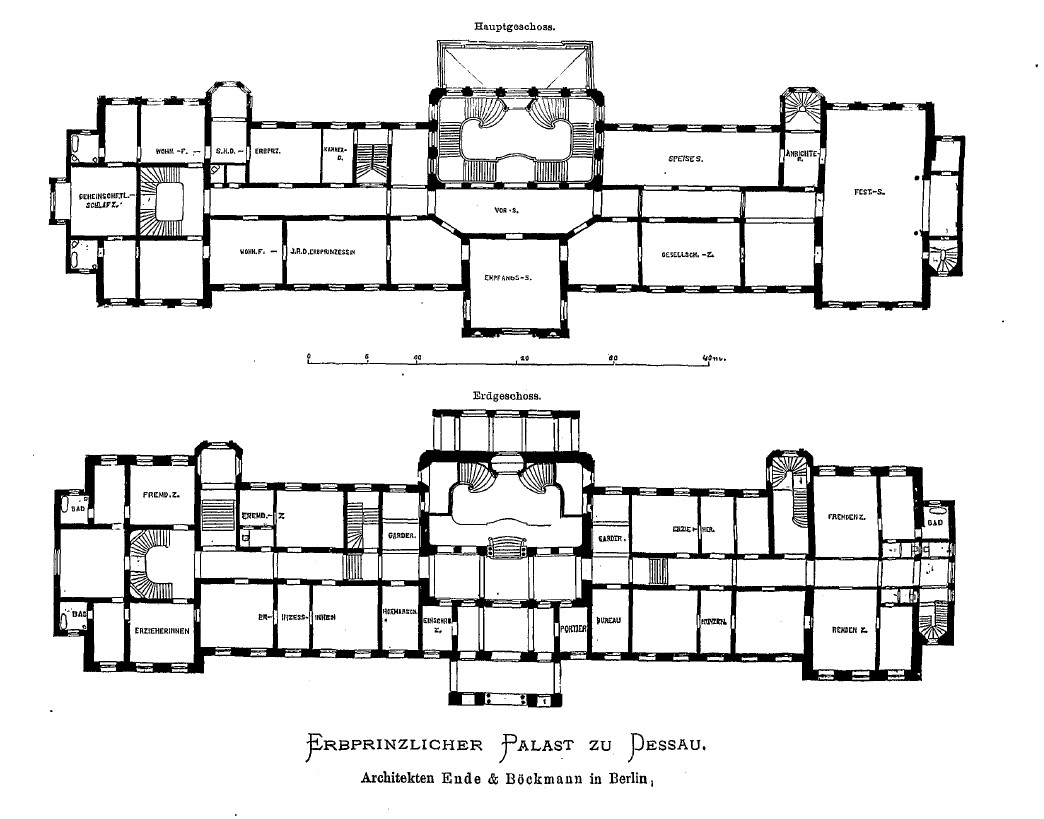
Grundriss des Erbprinzenpalais

Das Erbprinzliche Palais war ein Palais in Dessau, Sachsen-Anhalt. Es befand sich in der Kavalierstraße. Das Palais wurde auch als Erbprinzenpalais oder Herzogliches Palais bezeichnet. Ursprünglich für den Prinzen Eugen von Anhalt-Dessau erbaut, war es später Residenz der Erbprinzen und der Herzöge von Anhalt. Heute befindet sich auf dem Gelände des Palais und seines Gartens der Stadtpark Dessau.

## Geschichte
Fürst Leopold I. von Anhalt-Dessau ließ für seine Söhne Eugen und Moritz um 1740 jeweils ein Palais in der Kavalierstraße errichten. Das nördliche der beiden, das bis zu seinem Tod im Jahr 1781 von Eugen bewohnt wurde, bestand aus einem Corps de logis mit zwei Geschossen und 17 Fensterachsen. Zwei Toreinfahrten verbanden es mit zwei ebenfalls zweigeschossigen Seitenpavillons. Alle drei Baukörper waren von Mansarddächern bedeckt. Die Fassade war durch toskanische Kolossalpilaster gegliedert, die drei mittleren Achsen von einem Dreieckgiebel bekrönt. Prinz Friedrich Heinrich Eugen von Anhalt-Dessau war zuletzt Gouverneur der kursächsischen Festungsstadt Wittenberg. Wenn er in Dessau weilte, bewohnte er sein Palais an der Kavalierstraße. 1780 ließ der Prinz sich in dessen Garten ein Haus errichten, in welchem er auch begraben werden wollte.
Das Palais fiel 1781 durch Erbfall an Eugens Schwester Henriette Amalie von Anhalt-Dessau, welche es ihrem Neffen Fürst Leopold III. Friedrich Franz im Tausch gegen ein anderes Palais abtrat. Fürst Franz ließ das Gartenhaus Prinz Eugens durch eine Grabkammer bekrönt von einem gedrungenen Obelisken (der „Pyramide“) an der Nordmauer des Palaisgartens ersetzen. Hier stand der Sarg Eugens, bis er 1926 in die Gruft der Marienkirche überführt wurde. Die Pyramide wurde zu einem Ehrenmal der im Ersten Weltkrieg gefallenen Soldaten des Infanterieregiments Nr. 188 umgestaltet, überdauerte den Zweiten Weltkrieg und wurde 1952 abgebrochen.
Das Palais wurde 1792 dem Erbprinzen Friedrich von Anhalt-Dessau übergeben und so erstmals in seiner Geschichte als Erbprinzliches Palais genutzt. Friedrich starb bereits 1814, seine Ehefrau Christiane Amalie nutzte es aber weiter bis zu ihrem Tod 1846. In dieser Zeit wurde der Garten, der hinter dem Palaisgebäude aus einer regelmäßigen Anlage in der Art eines Hippodroms mit der „Pyramide“ am nördlichen Scheitel bestand, über die Stadtmauer hinweg nach und nach erweitert. Die landschaftlich gestalteten Anlagen erstreckten sich bald bis in die Kleine Kienheide zum heutigen Akazienwäldchen und Tivoliberg, der damals „Amalienberg“ hieß und mit einem kleinen Pavillon versehen war. Um 1800 entstand in dem Palaisgarten ein kleines Orangeriegebäude, das sich erhalten hat. Das wohlproportionierte Gebäude wird von einem hohen Walmdach abgeschlossen und besitzt an der Südseite einen übergiebelten Mittelrisalit, der sich in einer Exedra öffnet, die heute durch einen modernen Windfang beeinträchtigt ist. Das Gebäude wird seit den 1950er Jahren gastronomisch genutzt („Teehäuschen“) und hierfür 1966 durch einen Seitenflügel ergänzt.
Als 1854 der spätere Herzog Friedrich I. von Anhalt nach seiner Verheiratung das Palais an der Kavalierstraße bezog, wurde das Haus wieder zum Sitz eines Erbprinzen. 1874 übersiedelte Friedrich in das Dessauer Residenzschloss, das Erbprinzliche Palais sollte umfassend umgebaut werden. Die Bausubstanz war jedoch bereits in einem so schlechten Zustand und die Balken mit Schwamm befallen und wurmstichig, dass die Entscheidung für einen Neubau fiel. Der Abbruch begann am 27. August 1883, im Winter erfolgten die Erdarbeiten für den Neubau.
Zwischen 1884 und 1888 entstand ein neues Palais im französischen Renaissancestil nach einem Entwurf von Hermann Ende und Wilhelm Böckmann aus Berlin. Professor Lessing aus Berlin wurde mit der Innenarchitektur beauftragt und war verantwortlich für die Fest- und Repräsentationsräume. Für die Innenausstattung lieferte die Werkstatt des Holzbildhauers Gustav Kuntzsch, Wernigerode, Mobiliar und Schnitzereien. Gleichzeitig mit dem Palais wurde ein Marstall gebaut. Die Herzöge Friedrich I. und Friedrich II. bewohnten das Palais nacheinander. Das Haus wurde nun zum Herzoglichen Palais.
Das Palais wurde auf Beschluss des Dessauer Gemeinderats 1927 abgerissen. Aus der freiwerdenden Fläche und den dahinter liegenden Palaisgärten entstand der Stadtpark. Ursprünglich wollte man hier das neue Gebäude des Friedrich-Theaters bauen, das 1922 abgebrannt war. Infolge der Weltwirtschaftskrise 1929 verschob sich das Theaterprojekt, das neue Theater wurde zwischen 1935 und 1938 an anderer Stelle (Friedensplatz) errichtet.